# Low insertion force

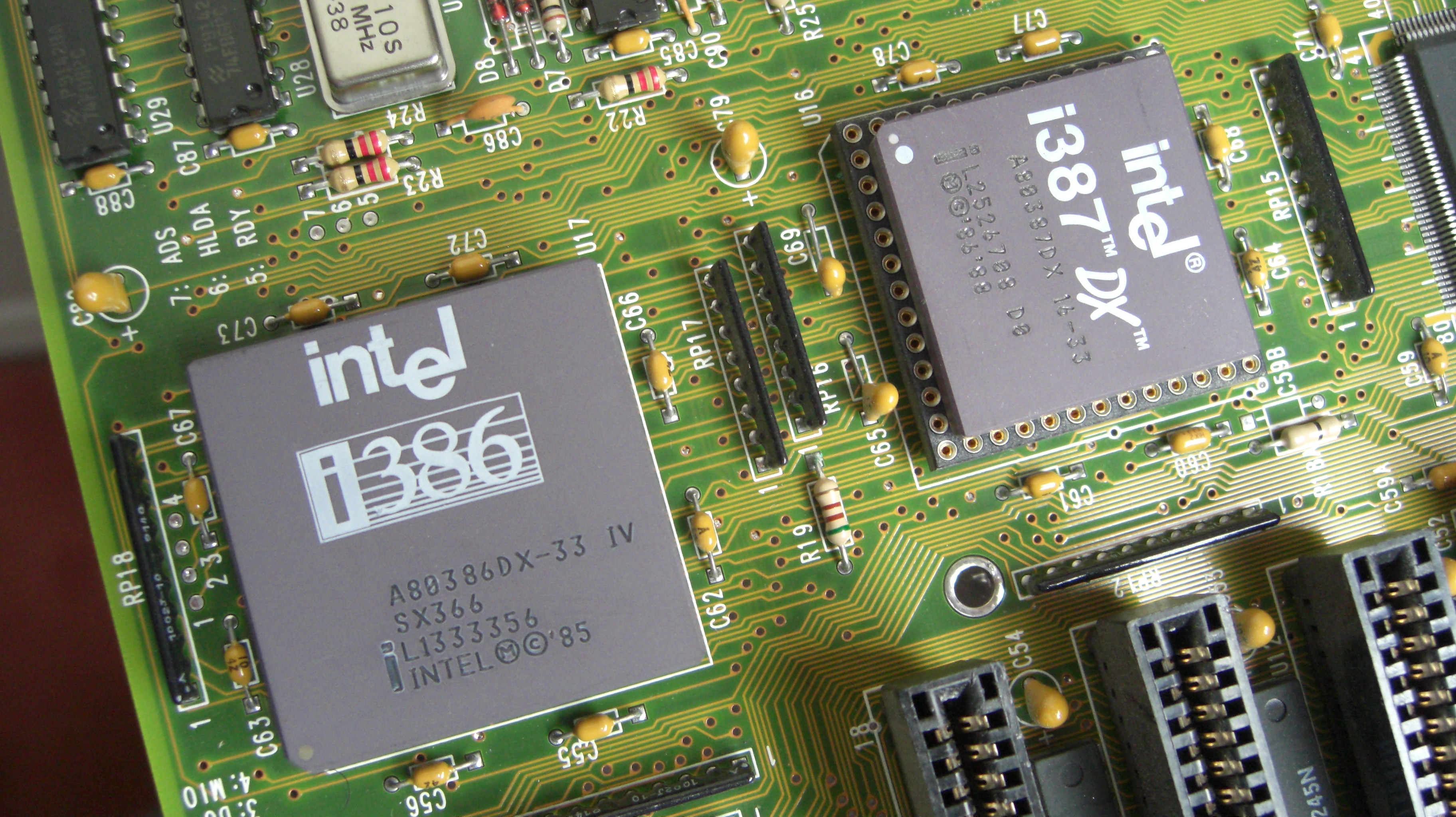
Intel 80386 e 80387 montados em soquetes LIF.

Soquetes Low Insertion Force (LIF) são soquetes para circuitos integrados, especialmente projetados de forma a exigir baixa força de inserção. Foram muito usados com os processadores 386 e 486.

## Características
A medida que o número de pinos nos CIs aumentavam (por exemplo, PGA ou SPGA × DIP) a baixa força de inserção deixou de ser algo apenas útil para chips que tinham de ser substituídos com freqüência, tornando-se uma característica quase essencial.
Em soquetes comuns de CI, o circuito integrado é simplesmente pressionado contra o soquete e arrancado para remoção. Os soquetes de microprocessadores em placas-mãe modernas (a partir da UCP Pentium) são agora ZIF ("força de inserção zero") em vez de LIF. O motivo pelo qual o ZIF tornou-se preponderante, é que um alto número de pinos significa que mesmo a exigência de uma força baixa de inserção multiplicada por um grande número de pinos torna-se alta demais para que um chip possa ser facilmente inserido e removido sem danos à sua estrutura.